# Schönberg, Šentlenart v Labotski dolini
Schönberg je naselje v Občini Šentlenart v Labotski dolini v Okraju Volšperk na Koroškem v Avstriji.